# Instituto Nacional de Educación Superior «Dr. Raúl Peña»
El INAES o Instituto Nacional de Educación Superior Dr. Raúl Peña (ex ISE) es una institución pública terciaria de investigación, extensìón y educación en los niveles de pregrado, grado y postgrado, con sede en la ciudad de Asunción. Reconocida como referente del Paraguay en la formación de profesores, es una entidad académicamente autónoma (según Ley N.º 1692/2001) y con autarquía administrativa (Ley 6223/2018).
De acuerdo a la Ley de Educación Superior del Paraguay N.º 4995/2013, el INAES se desempeña en «una área específica del saber en cumplimiento de su misión de investigación, formación profesional y servicio a la comunidad» (art. 49.°), con la categoría de instituto superior, por lo que se rige por la misma ley que las universidades, posee similares principios y objetivos (art. 5.° y 6.°), y puede desarrollar educación de pregrado, grado y postgrado (art. 61.°).

## Historia
El instituto fue creado el 16 de enero de 1968 mediante el decreto presidencial N.º 31.003. En sus inicios se dedicó a la formación de docentes en el nivel de profesorado (pregrado), además de realizar capacitaciones y actualizaciones para maestros en servicio durante todo el año.
En sus primeros años, el INAES (llamado entonces ISE) pasó por varios locales (incluso tuvo uno en San Lorenzo), hasta asentarse de forma definitiva en el propio, mismo que ocupa actualmente en el barrio Hipódromo de la capital del país.
En 1970 fue conformado el primer Centro de Estudiantes del entonces ISE, cuya primera presidenta fue Hilda Insfrán. La organización contaba con tres vicepresidencias (social, gremial y cultural) y con nueve secretarías, y se dedicaba a organizar actividades sociales, culturales y académicas.
El Instituto recibió el nombre de Dr. Raúl Peña en el año 1984, en homenaje al entonces ministro de educación, quien había fallecido poco antes, a sus 80 años.
Desde antes de la caída de la dictadura stronista el ISE pasó por un período sin Centro de Estudiantes (CEISE), mismo que fue reconformado en el año 1994 con nuevos estatutos acordes a la Constitución Nacional democrática aprobada en 1992.
A comienzos de los años 2000 el INAES reconvirtió su estructura y se crearon nuevos planes de estudio, a fin de ofrecer licenciaturas en diversas áreas de las ciencias de la educación, además de postgrados (incluyendo especializaciones y maestrías).
En el año 2001, el Ministerio de Educación y Ciencias (en ese entonces de Min. de Educación y Cultura) por resolución N.º 1 creó el programa de Licenciatura en Ciencias de la Educación. Ese mismo año, el 7 de mayo, la Ley del Congreso de la Nación N.º 1692 reconoció al INAES como institución de educación superior paraguaya y le otorgó autonomía.
En el 2009 se estableció un nuevo organigrama y se crearon las actuales direcciones de la institución, ubicadas en el nivel inmediatamente inferior al de Dirección General. Tres de estas direcciones corresponden a los tres fines principales de las instituciones de educación superior establecidos en la Constitución Nacional del Paraguay, a saber: Dirección Académica, Dirección de Investigación y Dirección de Extensión; además están constituidas la Dirección Administrativa y Financiera y la Dirección de Recursos Humanos.
Desde el 28 de julio de 2015 el INAES rige su trabajo y devenir por un estatuto propio aprobado, mismo que le dota de un Consejo Superior Institucional en el que participan directivos, docentes, estudiantes, egresados y funcionarios (electos por sus pares).
La actual directora general institucional fue designada por las autoridades nacionales paraguayas el 9 de agosto de 2016, la Mag. Claudelina Marín Gibons, ex coordinadora de postgrados del INAES.
En el 2018 se alcanza la autarquía de la institución, terminando la dependencia administrativa del Ministerio de Educación y Ciencias, del cual formaba parte desde su creación. El 21 de noviembre, la Ley N.º 6223 que amplía la Ley N.º 1692/01, convierte oficialmente al ISE en el Instituto Nacional de Educación Superior, con autarquía y autonomía propias, por lo que su presupuesto ya no formará parte del MEC desde 2019, sino que será propio.

### Las direcciones de investigación y de extensión del INAES
El antecedente remoto de la actual Dirección de Investigación de la institución es la Unidad de Investigación y Experimentación Pedagógica (UIEP), creada en el año 1994. Hasta el año 2000, la unidad participó del sub componente Estudios e Investigaciones del Programa MECES (Banco Mundial). La UIEP se convirtió luego de unos años en el Departamento de Investigación Pedagógica, y posteriormente elevó su categoría a la actual Dirección de Investigación. En 2009, dentro de esta dirección fue establecido el Departamento de Publicación, responsable de la revista científica y de los textos.
La Dirección de Extensión fue creada en el 2009, pero las actividades ya venían realizándose en especial desde al menos el 2004, en áreas como gestión de riesgos, trabajos comunitarios, prevención del consumo de drogas e historia paraguaya.

## Misión y visión
El instituto tiene como misión principal: «Formar profesionales de la educación altamente calificados, acorde con las necesidades socioculturales y las exigencias éticas, realizar investigaciones, programas de extensión, implementando las políticas nacionales en concordancia con las regionales y mundiales».
Su visión establece que «El ISE es una institución líder en la construcción y/o validación de innovaciones educativas, con un enfoque personalista, ético e integrador, reconocido por su excelencia académica a nivel nacional, regional y mundial».

## Fines
Según el estatuto del INAES, sus fines son:
- La calidad en la formación personal, académica y profesional en las áreas de las Ciencias de la Educación para la participación en la vida laboral y social como actores reflexivos, creativos y críticos, en el contexto de una sociedad democrática.

- La investigación científica y tecnológica orientada hacia la labor educativa.

- La extensión de los conocimientos, experiencias, servicios y cultura a la sociedad.Formación profesional

## Formación profesional
Todos los programas de la institución se hallan habilitados por el Consejo Nacional de Universidades (CONES), ente regulador de institutos superiores y universidades del Paraguay.

### Carreras de grado
Los semestres van de marzo a julio y de agosto a noviembre, mientras que las inscripciones a nuevos alumnos tienen lugar en febrero. 
Todas las licenciaturas duran cuatro años (incluyendo trabajo final de grado, equivalente a tesina) y son casi gratuitas, pues solo se abonan algunos aranceles correspondientes a inscripción, derechos y trámites; salvo Educación de la lengua coreana, que es totalmente gratuita. En el primer año también se abona por el curso probatorio, mismo que corresponde al primer semestre de cada carrera.
Las doce opciones que ofrece la institución a nivel de licenciatura son:
- Licenciatura en Educación Inicial.
- Licenciatura en Educación Escolar Básica.
- Licenciatura en Trabajo y Tecnología.
- Licenciatura en Educación Artística.

Ciencias Sociales
- Licenciatura en Ciencias de la Educación.
- Licenciatura en Educación de las Ciencias Sociales.

Ciencias Básicas
- Licenciatura en Educación Matemática.
- Licenciatura en Educación de las Ciencias de la Naturaleza y Salud.
- Licenciatura en Educación de la Física y Química.

Lenguas
- Licenciatura en Educación de la Lengua y Literatura Castellana.
- Licenciatura en Educación de la Lengua Coreana.
- Licenciatura en Educación de la Lengua Inglesa.

### Cursos de pregrado
- Profesionalización de la Lengua Inglesa.
- Profesionalización en Educación Inclusiva.
- Tecnicatura en Educación para la Primera Infancia.

### Postgrados
Los diversos programas presenciales de postgrados impartidos en la institución cuentan con habilitación del CONES. Los mismos, se dan inicio en diversos meses del año (especialmente marzo y agosto), respondiendo a la demanda de los estudiantes candidatos, y su duración es de entre uno y tres años.

#### Especializaciones
- Postgrado en Didáctica para la enseñanza de la educación media (habilitación pedagógica).
- Postgrado en Didáctica de la Educación Superior.
- Educación para la Primera Infancia.

#### Maestrías
- Maestría en Gestión Educacional.
- Maestría en Investigación Educativa.

### Turnos
Las carreras de grado se desarrollan de lunes a viernes, cada una en uno o dos turnos de los tres ofrecidos por la institución. El turno mañana (mayoría de carreras) es de 7:30 a 12:45 horas; el turno tarde (Ciencias Sociales, Física y Química, y otras) va de 13:30 a 18:45 y el turno noche (carrera de Ciencias de la Educación) va de 16:50 a 21:00 horas.
Los programas de postgrado tienen lugar bajo diversas modalidades, una o dos veces por semana, entre los días lunes y sábado.

### Local
Las clases se desarrollan en el campus del INAES situado en el barrio Hipódromo de Asunción, el cual cuenta con  50 mil m² de área verde. Se puede acceder al mismo desde el norte por la Av. Eusebio Ayala km. 4,5 en la esquina con R.I. 6 Boquerón (líneas de transporte: 19, 20, 21, 26-2, 27, 29, 45, 133, 159 Itá, 454 Itá), y desde el oeste por la calle Tupíes (líneas: 13 azul, 51-2 y 128-Multiplaza). La Secretaría Nacional de Deportes (SND), la Escuela Nacional de Educación Física (ENEF) y el Centro Ko'ê Pyahu (PRODEPA) son colindantes a la institución.

## Investigación
Docentes y técnicos del INAES lideran distintas investigaciones de forma permanente (con la colaboración de especialistas, egresados y estudiantes) en las áreas de educación, humanidades y ciencias sociales, para lo cual cuentan con una dirección conformada por tres dependencias: 
- Departamento de Investigación y Proyectos;
- Departamento de Publicaciones, y
- Departamento de Tutoría.[24]

El INAES estableció por resolución siete líneas de investigación principales, a través de las cuales se orientan investigaciones, publicaciones, Trabajos Finales de Grado (TFG), tesis de postgrado y trabajos científicos: 1. Gestión, vinculación e innovación institucional; 2. Currículum y evaluación; 3. Formación profesional, procesos y agentes; 4. TIC en ambientes educativos; 5. Diversidad cultural, arte y lenguas en procesos educativos; 6. Educación para la paz y el desarrollo; y, 7. Teorías de la Educación.
Algunas de las investigaciones publicadas por la dirección son: Una computadora por niño/a como recurso de construcción de ciudadanía (2012), Competencias en TIC de docentes del ISE (2012), La gestión del riesgo en instituciones educativas: Entre el Conocer y el Hacer (2014), Competencias en TIC de docentes del nivel de formación docente (2015) y Manual de investigación (2017, 2.° edición de 2018).
Esta dirección también ha establecido un Código de Ética para las Investigaciones, el cual fue aprobado por resolución del ISE en el año 2017.

### Revista Kuaapy Ayvu
La Revista Científico-Pedagógica Kuaapy Ayvu (en guaraní: El conocimiento hecho palabra) es la principal publicación científica del INAES; aparece anualmente de forma impresa desde el año 2010 y se encuentra indexada en Latindex. Son gratuitas tanto la publicación en ella como la consulta de su contenido, existe una versión digital que se halla disponible en la sección investigación de la web institucional, en formato PDF.
En Kuaapy Ayvu se incluyen artículos científicos, ensayos, experiencias pedagógicas, entrevistas y reseñas de libros recientes. En el medio colaboran investigadores, expertos y docentes, del INAES y de otras instituciones de educación, tanto de Paraguay como de otros países.

### Feria de Investigación
Desde el año 2014, anualmente en el segundo semestre se realiza en el INAES la Feria de Investigación y Divulgación Científico-Educativa, en la que participan científicos, investigadores, expositores, panelistas y conferencistas paraguayos y extranjeros. Desde el 2019, la Feria de Investigación en conjunto con el Foro de Extensión forman parte del Congreso Internacional de Educación Superior del INAES.

#### Homenajeados en las ferias y jornadas
Algunos de los homenajeados por la institución fueron el Dr. Antonio Cubilla y la Dra. Antonieta Rojas de Arias (actual presidenta de la Sociedad Científica del Paraguay). Durante la 4.° edición de la Feria de Investigación (2017), fue homenajeada la investigadora y socióloga Mg. Laura Zayas. En el 2018 el homenaje recayó en el propio INAES por sus 50 años de vida institucional.

## Extensión
La función de extensión se cumple a través de distintas acciones institucionales guiadas por su reglamento propio a través de la Dirección de Extensión. Las dependencias de esta última son:
- Departamento de Vinculación Social.
- Departamento de Relaciones Interinstitucionales.

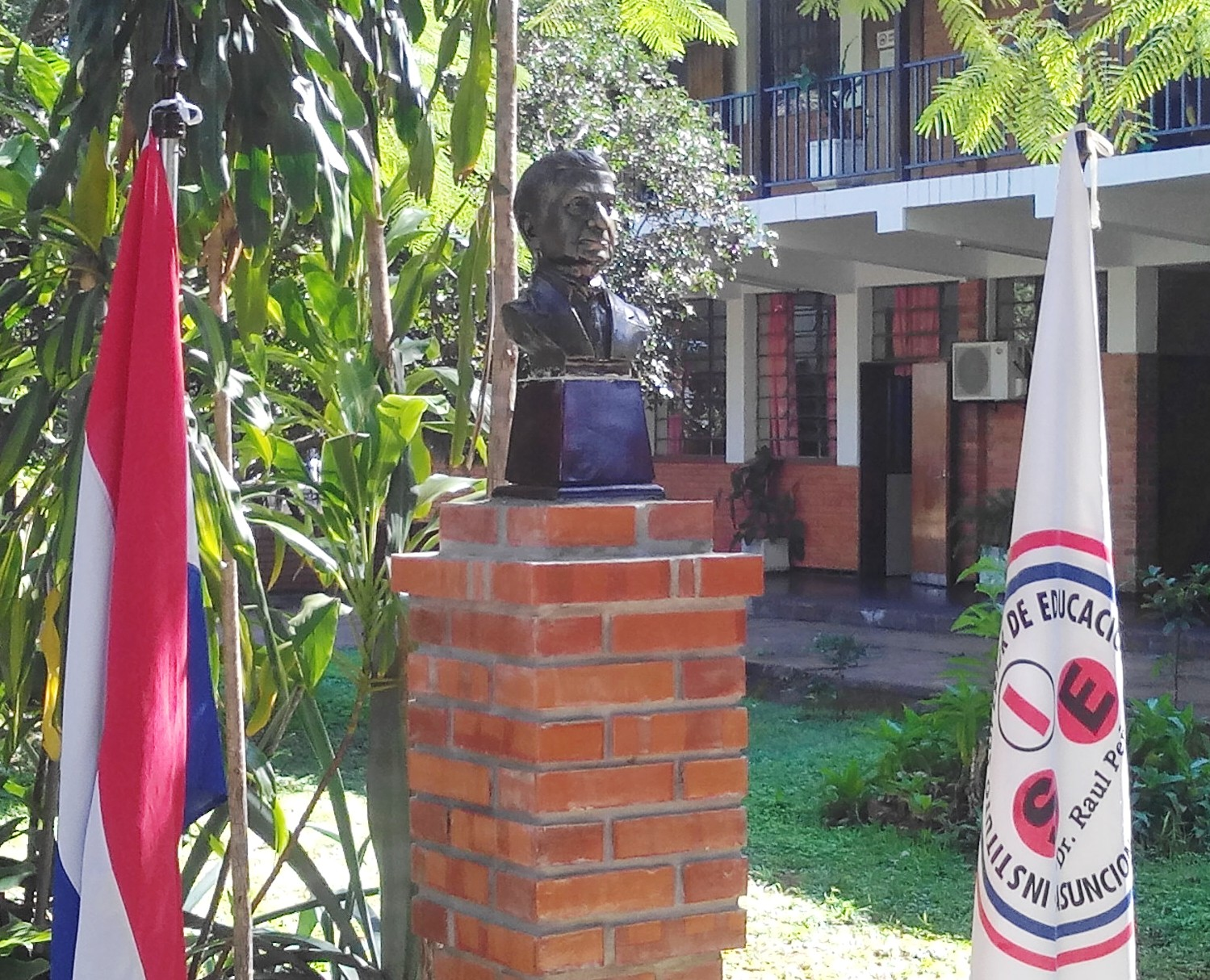
Busto del escritor Augusto Roa Bastos, en el patio central del ISE

El reglamento, en su artículo 1.° define a la extensión como «un proceso planificado de experiencias formativas que pretende vincular al estudiante con el ámbito social mediante el diseño de estrategias que permiten dar respuestas oportunas y pertinentes a necesidades socioeducativas. La misma constituye una actividad de substancial importancia en el proceso institucional [...] y debe permitir la transferencia a la sociedad de los beneficios de los conocimientos científicos y tecnológicos generados en el ISE».
Las modalidades de implementación de la extensión son: programas educativos, jornadas de capacitación y actualización (seminarios, disertaciones, congresos, simposios, foros, etc.), campañas de concienciación, producción y publicación de materiales educativos o de información, programas de intercambio, actividades de servicio social a la comunidad, actividades culturales y artísticas, actividades deportivas, consultorías y asesorías profesionales, seguimiento a egresados, y trabajos de investigación de campo. Además de actividades de voluntariado y acciones institucionales como fruto de acuerdos o convenios con entidades gubernamentales y no gubernamentales.

### Espacio de Desarrollo Infantil N.° 8224 Tekove Raity
El INAES cuenta con un espacio de desarrollo infantil N.° 8224 llamado «Tekove Raity», dependiente de la Dirección de Extensión, actualmente dirigida por la Dra. María Luz Miranda, que en el 2021 solicita al Consejo Superior Institucional del INAES que dicho servicio comunitario pase a ser parte del Departamento de Vinculación Social para actividades de Extensión. Anteriormente era una guardería para niños pequeños denominada «Centro de Desarrollo Integral del Niño»,  rehabilitada en el 2017. Esta, funciona durante todo el período académico y también organiza colonia de vacaciones para hijos de estudiantes, docentes, funcionarios y la comunidad.